# Médias au Sénégal

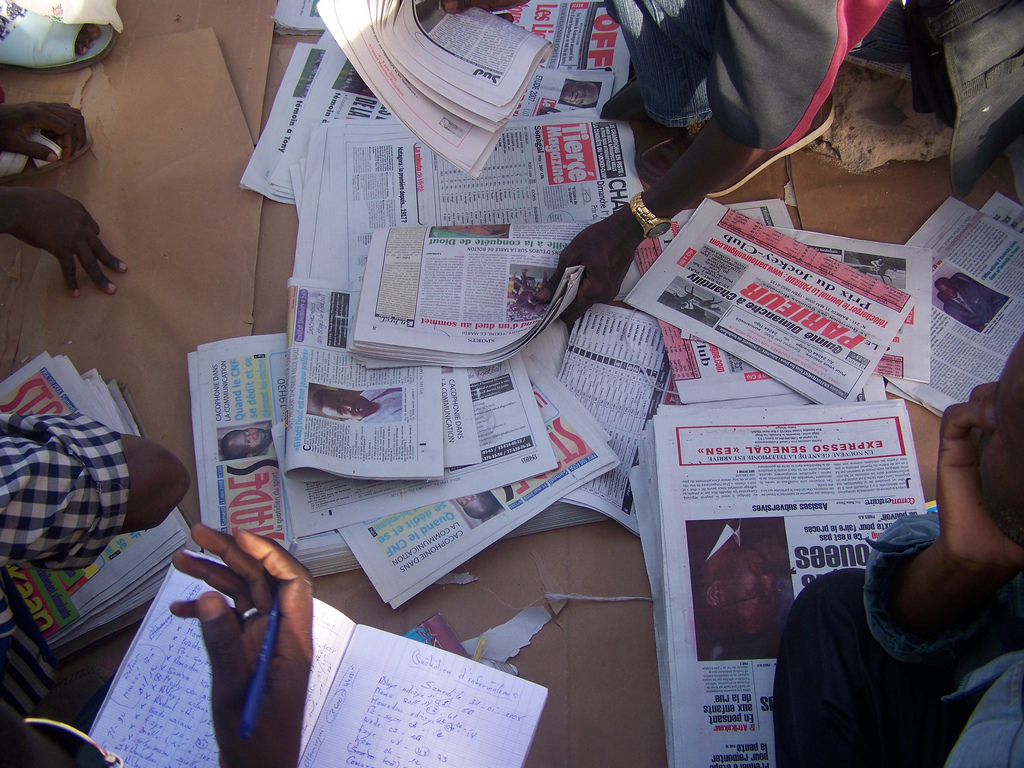
Journaux sénégalais (2007)

Cette page traite des différents médias au Sénégal.

## Panorama
Le panorama médiatique sénégalais est marqué par une forte concentration autour des groupes de presse comme Walf, Sud Communication, Avenir Communication, Futurs Médias ou D-Média... 
Pour autant, la presse est en difficulté financière, et les chaînes de télévision privées peinent à trouver leur rentabilité. L'indépendance et la pluralité sont menacées, même si la loi de 1996 stipule l'impossibilité de posséder plus de trois organes de communication pour un Sénégalais, et plus d'un pour un étranger. 
L'audiovisuel dispose d'une instance de régulation, le Conseil national de régulation de l'audiovisuel dirigé en 2012 pour la première fois par un journaliste, le dirigeant de presse Babacar Touré.

## Presse écrite

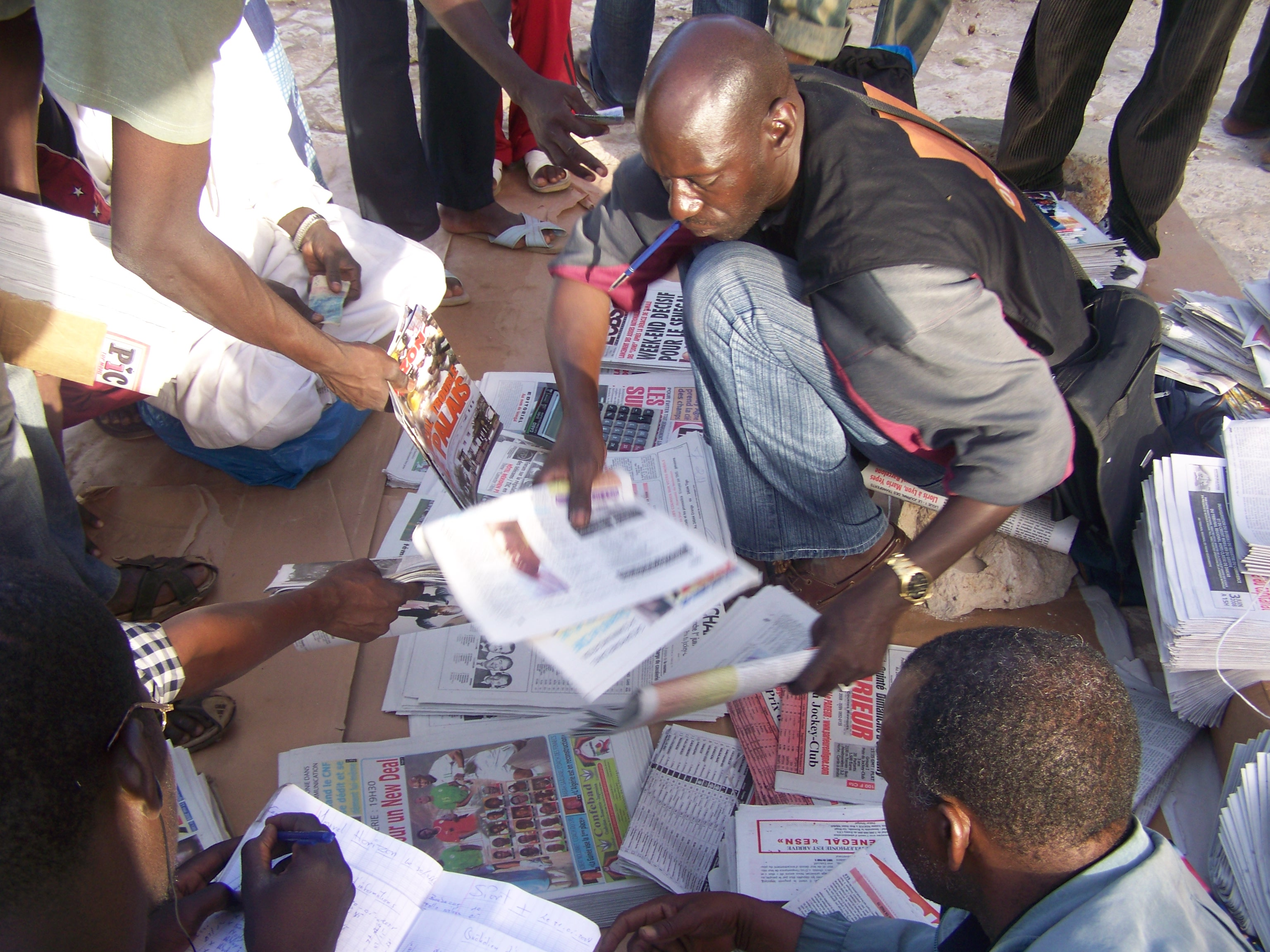
Vendeur de journaux à Dakar

## Radio
Une offre radiophonique diversifiée publique et privée couvre le pays, des radios généralistes aux radios communautaires, musicales et religieuses sans oublier la présence des radios internationales. En 2017, le pays compte 276 radios, réparties comme suit : 222 radios communautaires, 48 commerciales et 6 radios internationales, ce qui représente 457 fréquences attribuées par l'ARTP.
Radios nationales :
- Radio-Télévision sénégalaise ou RTS1 Nationale en FM (95.7) et en OC/OM
- Radio-Télévision sénégalaise internationale ou RSI en FM (92.5) et en OC/OM
- Dakar FM en FM (94,5) État
- Sud FM en FM (98,5) Privée
- Radio Carrefour Louga 90.0 FM

- Walf FM en FM (99) Privée
- Walf FM 2 en FM (96,3) Religieuse
- Walf FM 3 en FM (93,6) Musicale
- Radio Dunyaa en FM (88,9) Privée
- Terenga FM en FM (99,7) Privée
- Diamono FM en FM (100,8) Privée
- Energie FM en FM (106,1) Fermée
- Djida FM en FM (103,5) Communautaire
- Hafia FM  Communautaire
- Lamp Fall FM Dakar en FM (101,7) Religieuse
- Nostalgie Dakar FM en FM (90,3) Musicale
- Océan FM en FM (98,7 à Dakar 106.0 à Touba et environ) Privée
- Origine FM  Musicale
- Oxyjeunes FM en FM (103,4) Communautaire
- Radio Futurs Médias en FM (94) Privée (appartient à Youssou Ndour)
- Radio Municipale de Dakar ou RMD en FM (95,5) Appartient à la Mairie de Dakar
- 7 FM en FM (97,3) Musicale
- Sokhna FM en FM (99,9) Musicale, Radio des Femmes
- Top FM  Privée
- Jappo FM  Communautaire
- Jokko FM  Communautaire
- Ndef Leng FM (93.4 à Dakar et 93.5 à Fatick) Communautaire
- Radio Fass FM en FM (96.5) Communautaire
- RADIO RAIL BI FM 101.3 Guinaw rail Pikine
- Trade FM en FM (88.1)
- Radio Tempo FM de Baaba MAAL 92.7
- Zik FM, émet sur 89.7 FM à Dakar

Radios internationales :
- Africa no 1 en FM (102) et en OC
- La Voix de l'Amérique ou VOA en OC
- Deutsche Welle en OC
- BBC Afrique en FM (105.6) et en OC
- Radio Canada International en OC
- Radio Chine Internationale en OC
- Radio France internationale ou RFI en FM (92) et en OC
- Radio Vatican en OC
- West Africa Democracy Radio en FM et OC et Web

## Télévision
La télévision fait ses débuts au Sénégal en 1963 avec l'aide de l'UNESCO, mais les émissions régulières ne débutent véritablement qu'en 1965.
Aujourd'hui, la RTS (Radio-Télévision sénégalaise) n'a plus le monopole avec des chaînes comme 
2sTV, RDV, Walf TV, SN2, TFM, TOUBA TV, 2S Racines, RDV MUSIC, SENTV, TSL, AFRICA7, LCS et DTV.
Les satellites permettent néanmoins de capter des chaînes privées internationales.

## Internet
Selon l'Observatoire sur les Systèmes d'Information, les Réseaux et les Inforoutes au Sénégal (OSIRIS), le nombre d’utilisateurs d’Internet serait de 650 000 en septembre 2007.
Au 30 septembre 2007, il y avait 34 907 abonnés, dont 33 584 avec une connexion ADSL.
On estime actuellement à plus de 800 le nombre de points d'accès à Internet dans le pays.
En avril 2007, 1 921 domaines .sn étaient déclarés et 540 sites étaient effectivement en ligne.
Les principaux fournisseurs d'accès Internet sont la Sonatel (3G, ADSL), Expresso (3G) et Tigo (3G).
Les principaux sites internet et d'actualité sont seneweb.com, rewmi.com, nettali.net, xibar.net, canalactu.com, senego.com et lesoleil.sn.
Un site internet d'information alternative, déjà créé avec succès à Lyon, Neuilly-sur-Seine et Marseille, s'est implanté au Sénégal le 10 mai 2008, sous le nom de Dakar Blondy Blog. Il est animé par 25 étudiants en journalisme du CESTI (Centre d'études des sciences et techniques de l'information) de l'université Cheikh Anta Diop.
Limedia.org (l'observatoire de l'information et des médias) est le premier site web de critique média au Sénégal et même en Afrique. Il est lancé en août 2009 par des citoyens libres et indépendants.

## Liberté de la presse
En novembre 2022, le journaliste d'investigation Pape Alé Niang, directeur de Dakar Matin est arrêté. Il est poursuivi pour « divulgation de documents militaires de nature à nuire à la défense nationale », « diffusion de fausses nouvelles » et « attaques répétées, non fondées et inacceptables dirigées contre les forces de sécurité » et mis en prison. Son arrestation serait liée à des informations gênantes pour le pouvoir dans le procès de l'opposant Ousmane Sonko. Son incarceration mobilise les journalistes au Sénégal (rassemblés derrière la Coordination des associations de presse (CAP)) et à l'étranger. Il est libéré à titre provisoire le 14 décembre mais de nouveau mis en prison le 20. Il entame alors une grêve de la faim et son état de santé se dégrade. Le 10 janvier 2023, il est de nouveau remis en liberté provisoire avec contrôle judiciaire. Les journalistes critiquent la dégradation de la liberté de la presse au Sénégal,,.
En février 2023, le Conseil national de régulation de l'audiovisuel (CNRA) décide de bloquer pendant 7 jours la chaîne de télévision Walf TV (télévision du groupe Walf). Cette décision fait suite à la couverture d'une manifestation interdite par les autorités, à Mbacké, de partisans de l'opposant Ousmane Sonko et des heurts entre ceux-ci et les forces de police. Cette décision est critiquée par Ibrahima Lissa Faye, le président de l'Association des professionnels de la presse en ligne (Appel) et par Moustapha Diop, le directeur général de Walf TV, qui considère que les journalistes ont fait leur travail. Le CNRA considère qu'il cherche à protéger les jeunes des images de la manifestation,.
En mars 2023, le journaliste Pape Ndiaye, chroniqueur judiciaire de Walf TV, est mis en garde à vue et inculpé de « diffusion de fausses nouvelles » et « outrage à magistrat » pour un reportage sur l'affaire Ousmane Sonko-Adji Sarr, une affaire très sensible politiquement. Pape Ndiaye refuse de divulguer ses sources lors de son interrogatoire et il est incarcéré. Dans ce contexte, Amnesty International critique la répression de la liberté de la presse, de la liberté d'expression et de réunion pacifique,.
À partir du 1er juin 2023, Walf TV est suspendu pour un mois pour avoir couvert les manifestations consécutives à la condamnation d'Ousmane Sonko. Pour pallier le manque de revenus à la suite de cette suspension, une cagnotte est organisée en ligne mais le gouvernement sénégalais interdit à l'opérateur de transférer l'argent à Walf TV,.
En mai 2025, le Sénégal passe de la 94e à la 74e place dans le classement annuel sur la liberté de la presse réalisé par Reporters sans Frontières. Toutefois, le dirigeant du syndicat des patrons de la presse dénonce la continuation des arrestations de journalistes et surtout la mise en place de méthodes d'« asphyxie économique ».
En juillet 2025, Badara Gadiaga, chroniqueur de l'émission Jakaarlo sur la télévision TFM, est arrêté et placé en garde à vue, accusé de « discours contraire aux bonnes mœurs », « diffusion de fausses nouvelles » et « offense à une personne qui exerce une partie des prérogatives du chef de l'État ». Il lui est reproché d'avoir rappelé, lors d'un débat télévisé, la condamnation du Premier ministre Ousmane Sonko pour « corruption de la jeunesse »,,.

## Financement et fermetures
En 2023, plus de 500 médias reçoivent des subventions du Fonds d'appui du développement de la presse du Sénégal.
En décembre 2023, le président Macky Sall annonce que la dette fiscale des entreprises de presse sénégalaises sera annulé. Cette dette est estimée à 39 milliards de francs CFA. Toutefois aucun décret n'est pris dans ce sens et en juin 2024 l'État réclame le paiement des arriérés d'impots et plusieurs comptes bancaires d'entreprises de presse sont saisis. De leur côté, les entreprises de presse demandent un aménagement pour le remboursement de cette dette,.
D'août à décembre 2024, le gouvernement met en place la plateforme Déclaration Médias Sénégal sur laquelle les médias doivent s'enregistrer. Selon le gouvernement, l'objectif est de « rationnaliser » la distribution des subventions. À l'issue de ce processus, un média peut soit bénéficier des subventions de l'État, soit être interdit de diffusion. 380 dossiers sont déposés mais certains dirigeants d'entreprises critiquent ce processus, considérant qu'il a comme objectif de limiter la presse privée et la liberté de la presse,,.
Le 25 avril 2025, le ministère de la Communication annonce la suspension des médias qui n'ont pas été « jugés conformes au code de la presse » à l'issue du processus de déclaration de 2024. L'identité des médias suspendu n'est toutefois pas annoncée mais 258 médias sont annoncés comme étant conformes alors que le nombre de médias est estimé à 650. 381 médias sont suspendus. Le président du patronat de la presse sénégalaise (le Conseil des diffuseurs et éditeurs de presse du Sénégal), dénonce une violation de la liberté de la presse.